# Шијен
Шијен (норв. Skien) је значајан град у Норвешкој. Град је у оквиру покрајине Источне Норвешке и управно седиште и највећи град округа Телемарк.
Према подацима о броју становника из 2011. године у Шијену живи око 46 хиљада становника, док у повезаном градском подручју Шијена и Порсгруна живи близу 90 хиљада становника.

## Географија
Град Шијен се налази у јужном делу Норвешке. Од главног града Осла град је удаљен 140 km југозападно од града.
Рељеф: Шијен се налази близу јужне обале Скандинавског полуострва. Подручје града је долинско до бреговито, а изнад града се издижу планине. Сходно томе, надморска висина града иде од 25 до 100 м надморске висине.
Клима: Клима у Шијену је умерено континентална са утицајем Атлантика и Голфске струје. Њу одликују благе зиме и хладнија лета.
Воде: Шијен се развио као пристан на неких 15-ак километара се северно од Северног мора (Гунеклевски фјорд). Од града до залива је прокопан у 19. веку Телемаркски канал.

## Историја
Први трагови насељавања на месту данашњег Шијена јављају се у доба праисторије. Данашње насеље основано је у средњем веку, на месту манастира из 12. века. Насеље је добило градска права 1358. године. Град се брзо развијао као трговиште.
Током петогодишње окупације Норвешке (1940—45) од стране Трећег рајха Шијен и његово становништво нису значајније страдали.

## Становништво
Данас Шијен има око 46 хиљада у градским границама. Повезано градско подручје Шијена (горе) и Порсгруна насељава близу 90 хиљада становника. Последњих година број становника у граду се повећава по годишњој стопи од близу 0,5%.

## Привреда
Привреда Шијена се традиционално заснива на дрвној индустрији. Последњих година значај трговине, пословања и услуга је све већи.

## Збирка слика
- Средиште Шијена
- Градска саборна црква
- Народна банка - одељење у Шијену
- Градска кућа Шијена